# Xerraire de capell rogenc
El xerraire de capell rogenc (Pterorhinus ruficeps) és un ocell de la família dels leiotríquids (Leiothrichidae).

## Hàbitat i distribució
Habita bosc dens de muntanya a Taiwan.